# Міндаугас Мізгайтіс
Міндаугас Мізгайтіс (лит. Mindaugas Mizgaitis, 14 жовтня 1979) — литовський борець греко-римського стилю, бронзовий призер чемпіонату Європи, бронзовий призер Універсіади, бронзовий олімпійський медаліст.

## Біографія
Народився в родині Валентинаса Мізгайтіса — одного з творців литовських сил спеціального призначення, що неодноразово нагорождався найвищими відзнаками країни.
Боротьбою почав займатися з 1997 року. Перший тренер — Гедрюс Дамбраускас. Виступає за один з борцівських клубів німецької Бундесліги.
У 2008 році Міндаугас Мізгайтіс, який не мав до цього медалей на змаганнях найвищого рівня, несподівано завоював бронзову нагороду пекінської Олімпіади. Ця медаль стала першою не тільки для самого борця, а й першою для незалежної Литви олімпійською нагородою у спортивній боротьбі. Через два роки він повторив цей результат на європейській першості в Баку.
У 2006 році закінчив Литовську академію фізичної культури, отримавши спеціальність тренера.
У 2012 році взяв участь у виборах до Сейму Литовської Республіки від політичної партії «Sąjunga Taip», номер у списку — 138.

## Державні нагороди
- Офіцерський хрест ордена «За заслуги перед Литвою» (2008).

## Спортивні результати

### Виступи на Олімпіадах
| Змагання                    | Збірна | Вагова категорія | Місце  |
| --------------------------- | ------ | ---------------- | ------ |
| Літні Олімпійські ігри 2004 | Литва  | 120 кг           | 11     |
| Літні Олімпійські ігри 2008 | Литва  | 120 кг           | Бронза |

На літніх Олімпійських іграх 2004 року в Афінах Міндаугас Мізгайтіс у першому поєдинку подолав Марека Мікульського з Польщі. Але потім спочатку поступився уродженцю Молдови Сергію Мурейку, що представляв на цих іграх Болгарію, а потім програв чемпіону попередньої Олімпіади, переможцю легендарного Олександра Кареліна, Рулону Гарднеру зі США, посівши 11 місце.
Через чотири роки на літніх Олімпійських іграх 2008 року в Пекіні Мізгайтіс у першому поєдинку переміг Ризу Каяалпа з Туреччини, але потім поступився представнику Росії Хасану Бароєву, який вийшов у фінал, отримавши таким чином можливість поборотися за третє місце. Міндаугас сповна скористався отриманим шансом — спочатку він переміг іранського борця Масуда Хашемзаде, а потім Янніка Щепаняка з Польщі, отримавши бажану нагороду.

### Виступи на Чемпіонатах світу
| Змагання                        | Збірна | Вагова категорія                  | Місце |
| ------------------------------- | ------ | --------------------------------- | ----- |
| Чемпіонат світу з боротьби 1999 | Литва  | греко-римська боротьба, до 130 кг | 25    |
| Чемпіонат світу з боротьби 2002 | Литва  | греко-римська боротьба, до 120 кг | 19    |
| Чемпіонат світу з боротьби 2003 | Литва  | греко-римська боротьба, до 120 кг | 4     |
| Чемпіонат світу з боротьби 2005 | Литва  | греко-римська боротьба, до 120 кг | 5     |
| Чемпіонат світу з боротьби 2006 | Литва  | греко-римська боротьба, до 120 кг | 10    |
| Чемпіонат світу з боротьби 2007 | Литва  | греко-римська боротьба, до 120 кг | 19    |
| Чемпіонат світу з боротьби 2009 | Литва  | греко-римська боротьба, до 120 кг | 12    |
| Чемпіонат світу з боротьби 2010 | Литва  | греко-римська боротьба, до 120 кг | 17    |
| Чемпіонат світу з боротьби 2011 | Литва  | греко-римська боротьба, до 120 кг | 16    |
| Чемпіонат світу з боротьби 2013 | Литва  | греко-римська боротьба, до 120 кг | 14    |
| Чемпіонат світу з боротьби 2014 | Литва  | греко-римська боротьба, до 130 кг | 20    |
| Чемпіонат світу з боротьби 2015 | Литва  | греко-римська боротьба, до 130 кг | 11    |

### Виступи на Чемпіонатах Європи
| Змагання                         | Збірна | Вагова категорія                  | Місце  |
| -------------------------------- | ------ | --------------------------------- | ------ |
| Чемпіонат Європи з боротьби 2003 | Литва  | греко-римська боротьба, до 120 кг | 11     |
| Чемпіонат Європи з боротьби 2004 | Литва  | греко-римська боротьба, до 120 кг | 7      |
| Чемпіонат Європи з боротьби 2005 | Литва  | греко-римська боротьба, до 120 кг | 9      |
| Чемпіонат Європи з боротьби 2006 | Литва  | греко-римська боротьба, до 120 кг | 11     |
| Чемпіонат Європи з боротьби 2007 | Литва  | греко-римська боротьба, до 120 кг | 8      |
| Чемпіонат Європи з боротьби 2008 | Литва  | греко-римська боротьба, до 120 кг | 13     |
| Чемпіонат Європи з боротьби 2009 | Литва  | греко-римська боротьба, до 120 кг | 11     |
| Чемпіонат Європи з боротьби 2010 | Литва  | греко-римська боротьба, до 120 кг | Бронза |
| Чемпіонат Європи з боротьби 2012 | Литва  | греко-римська боротьба, до 120 кг | 8      |
| Чемпіонат Європи з боротьби 2013 | Литва  | греко-римська боротьба, до 120 кг | 11     |
| Чемпіонат Європи з боротьби 2014 | Литва  | греко-римська боротьба, до 130 кг | 9      |
| Чемпіонат Європи з боротьби 2016 | Литва  | греко-римська боротьба, до 130 кг | 13     |

### Виступи на Кубках світу
| Змагання                    | Збірна | Вагова категорія                  | Місце |
| --------------------------- | ------ | --------------------------------- | ----- |
| Кубок світу з боротьби 2014 | Литва  | греко-римська боротьба, до 130 кг | 8     |

### Виступи на інших змаганнях
| Змагання                                                             | Збірна | Вагова категорія                  | Місце  |
| -------------------------------------------------------------------- | ------ | --------------------------------- | ------ |
| Північний чемпіонат з боротьби 1998                                  | Литва  | греко-римська боротьба, до 130 кг | Срібло |
| Олімпійський кваліфікаційний турнір з боротьби 2000 (Фаенца)         | Литва  | греко-римська боротьба, до 130 кг | 14     |
| Олімпійський кваліфікаційний турнір з боротьби 2000 (Клермон-Ферран) | Литва  | греко-римська боротьба, до 130 кг | 14     |
| Чемпіонат світу з боротьби серед військовослужбовців 2003            | Литва  | греко-римська боротьба, до 120 кг | 6      |
| Гран-прі Німеччини з боротьби 2005                                   | Литва  | греко-римська боротьба, до 120 кг | 8      |
| Чемпіонат світу з боротьби серед студентів 2005                      | Литва  | греко-римська боротьба, до 120 кг | Бронза |
| Чемпіонат світу з боротьби серед військовослужбовців 2005            | Литва  | греко-римська боротьба, до 120 кг | Бронза |
| Турнір Івана Піддубного 2008                                         | Литва  | греко-римська боротьба, до 120 кг | Бронза |
| Олімпійський кваліфікаційний турнір з боротьби 2008 (Роме-Остія)     | Литва  | греко-римська боротьба, до 120 кг | Срібло |
| Чемпіонат світу з боротьби серед військовослужбовців 2008            | Литва  | греко-римська боротьба, до 120 кг | Бронза |
| Турнір Германа Каре 2010                                             | Литва  | греко-римська боротьба, до 120 кг | Срібло |
| Міжнародний турнір «Cristo Lutte» 2010                               | Литва  | греко-римська боротьба, до 120 кг | Золото |
| Олімпійський кваліфікаційний турнір з боротьби 2012 (Тайюань)        | Литва  | греко-римська боротьба, до 120 кг | 10     |
| Олімпійський кваліфікаційний турнір з боротьби 2012 (Гельсінкі)      | Литва  | греко-римська боротьба, до 120 кг | 17     |
| Меморіал Кристьяна Палусалу 2012                                     | Литва  | греко-римська боротьба, до 120 кг | Срібло |
| Міжнародний меморіал Дейва Шульца 2013                               | Литва  | греко-римська боротьба, до 120 кг | Бронза |
| Кубок Якоба Курбі 2013                                               | Литва  | греко-римська боротьба, до 120 кг | Золото |
| Гран-прі Німеччини з боротьби 2013                                   | Литва  | греко-римська боротьба, до 120 кг | 5      |
| Кубок Владислава Пітласинські 2013                                   | Литва  | греко-римська боротьба, до 120 кг | 5      |
| Турнір Германа Каре 2014                                             | Литва  | греко-римська боротьба, до 130 кг | Золото |
| Турнір Вехбі Емре 2014                                               | Литва  | греко-римська боротьба, до 130 кг | 5      |
| Золотий Гран-прі з боротьби 2014 (Париж)                             | Литва  | греко-римська боротьба, до 130 кг | Срібло |
| Золотий Гран-прі з боротьби 2014 (Сомбатгей)                         | Литва  | греко-римська боротьба, до 130 кг | Бронза |
| Чемпіонат світу з боротьби серед військовослужбовців 2014            | Литва  | греко-римська боротьба, до 130 кг | Золото |
| Меморіал Кристьяна Палусалу 2014                                     | Литва  | греко-римська боротьба, до 130 кг | 5      |
| Гран-прі FILA 2015                                                   | Литва  | греко-римська боротьба, до 130 кг | 5      |
| Турнір Вехбі Емре і Гаміта Каплана 2015                              | Литва  | греко-римська боротьба, до 130 кг | 9      |
| Кубок Владислава Пітласинські 2015                                   | Литва  | греко-римська боротьба, до 130 кг | 13     |
| Гран-прі Угорщини з боротьби 2016                                    | Литва  | греко-римська боротьба, до 130 кг | Бронза |
| Олімпійський кваліфікаційний турнір з боротьби 2016 (Зренянин)       | Литва  | греко-римська боротьба, до 130 кг | 9      |
| Чемпіонат світу з боротьби серед військовослужбовців 2016            | Литва  | греко-римська боротьба, до 130 кг | Бронза |